# Mazda Nagare
 (mai 2019).
Si vous disposez d'ouvrages ou d'articles de référence ou si vous connaissez des sites web de qualité traitant du thème abordé ici, merci de compléter l'article en donnant les références utiles à sa vérifiabilité et en les liant à la section « Notes et références ».
La Mazda Nagare est un concept-car du constructeur automobile japonais Mazda, présenté au salon Los Angeles Auto Show en 2006.
Le design de ce concept, dirigé par Laurens van den Acker, est inspiré d'éléments naturels et organiques et reprend des formes évoquant la flore et le mouvement[réf. nécessaire], son nom Nagare peut être traduit par flux[réf. nécessaire].